# ランベス (芸能事務所)
株式会社ランベス（Ranves）とは東京都千代田区に本社を置く芸能事務所である。
日本を拠点にしているが香港・台湾・シンガポール・北京等にも強力なパイプをもっており所属の過半数が海外で活躍しており、現在台湾と北京(中国)に支社がありワールドワイドに展開している。

## 所属タレント

### 女性
- 川内丸彩
- 伊藤沙弥香
- 下谷綾
- 小野ひろみ
- 相馬絵美

## 関連会社
- 中国音名国際文化発展有限公司
- 中国北京諾爾公関顧問有限公司

## 関連人物
- 藤井賢一

## 業務提携
- 台湾モデル事務所　Pace
- 香港モデル事務所　calcarries